# Alexandra Norman
Alexandra Norman (* 27. Mai 1983 in Horsham, England) ist eine ehemalige kanadische Squashspielerin.

## Karriere
Alexandra Norman spielte von 2008 bis 2013 auf der WSA World Tour und gewann in dieser Zeit einen Titel. Ihre höchste Platzierung in der Weltrangliste erreichte sie mit Rang 47 im März 2011. Mit der kanadischen Nationalmannschaft nahm sie 2010 und 2012 an der Weltmeisterschaft teil. 2008, 2009 und 2013 wurde sie kanadische Vizemeisterin.

## Erfolge
- Gewonnene WSA-Titel: 1
- Kanadischer Vizemeister: 2008, 2009, 2013